# Верба попеляста
Верба попеляста (Salix cinerea L.) — вид рослин з роду верба.

## Загальна біоморфологічна характеристика

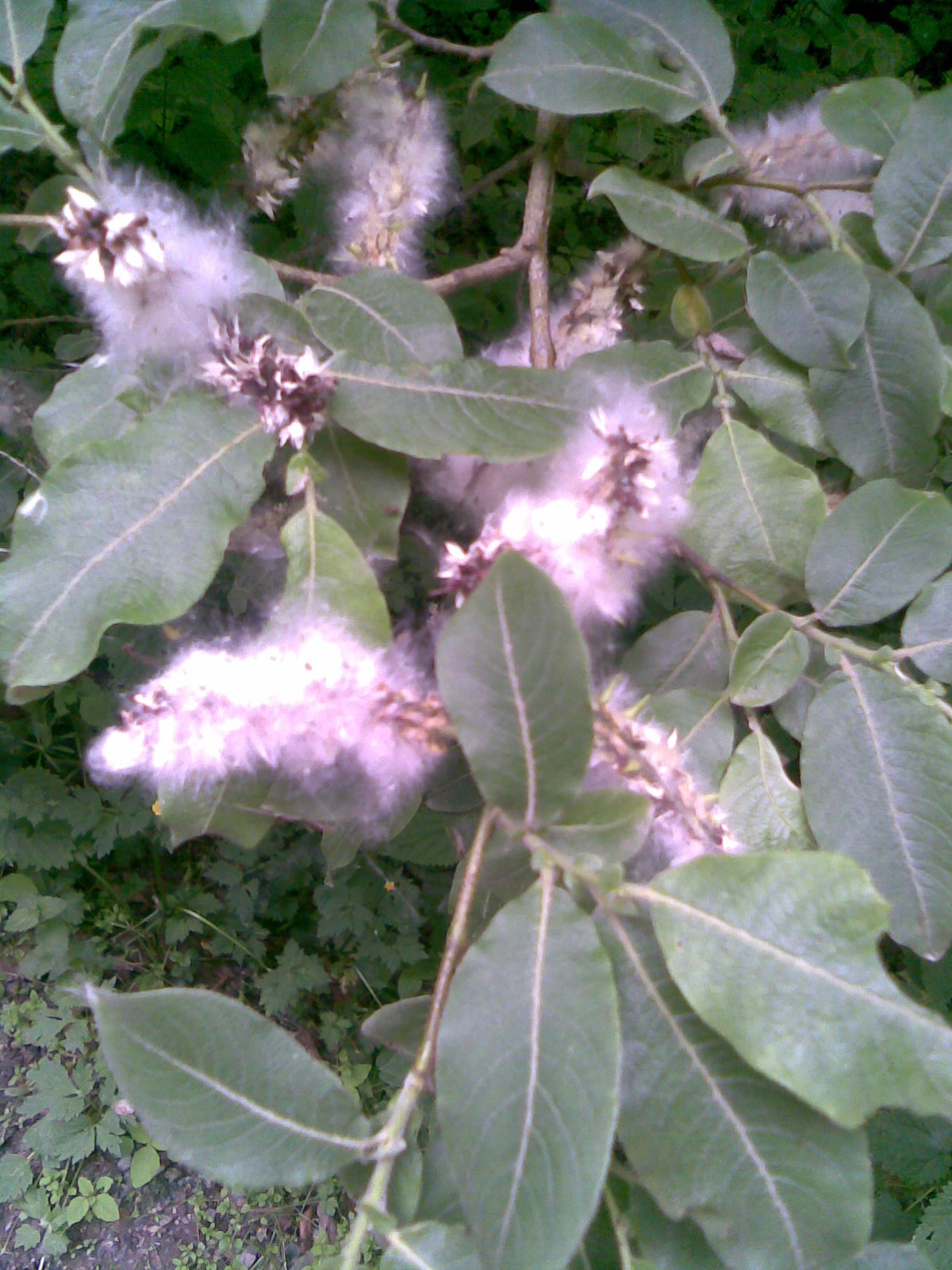

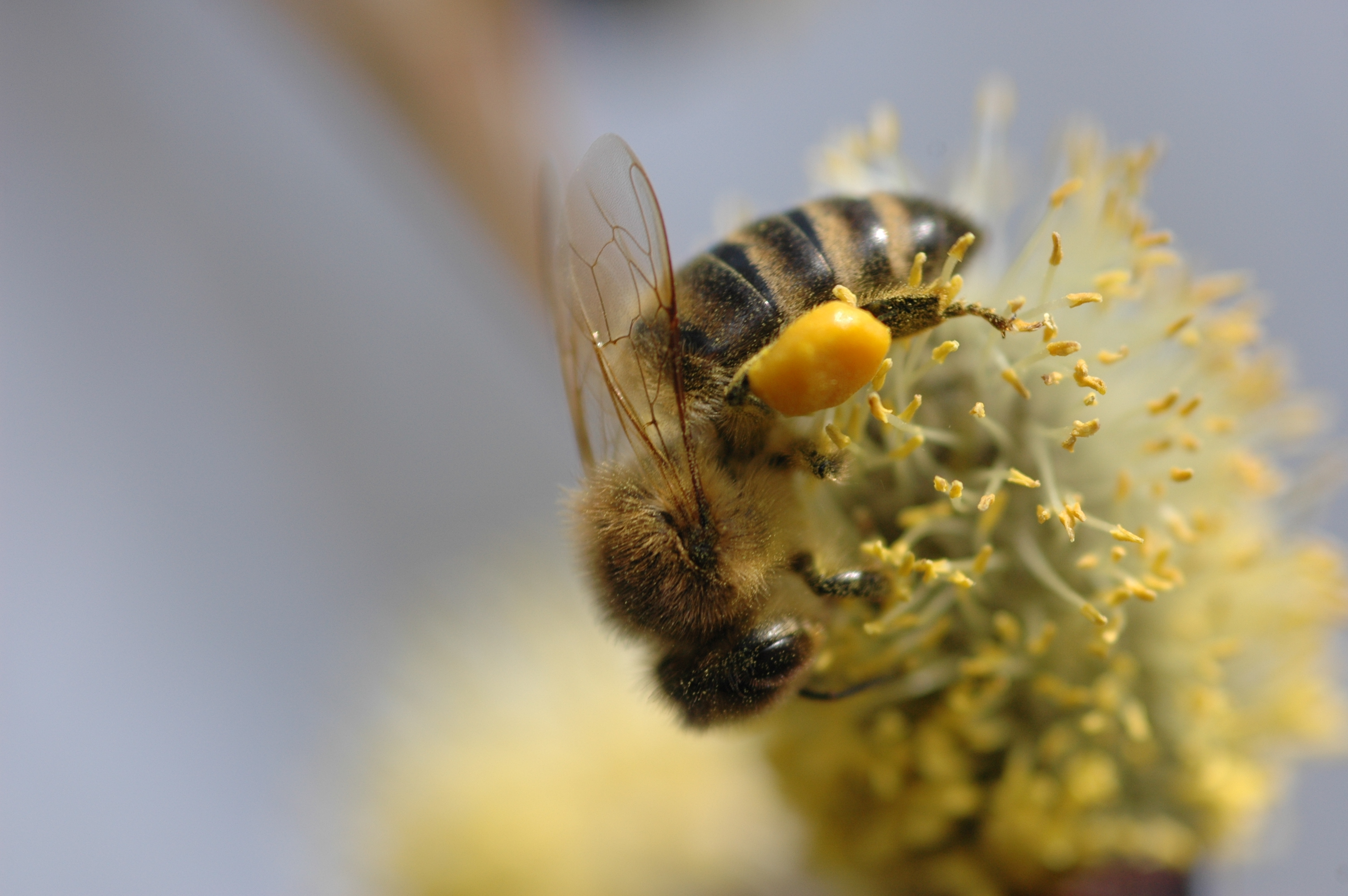
Бджола на квітках верби попелястої

Високий (3–6 м заввишки) кущ з дуже запушеними, зверху сірувато-зеленими, зісподу сірувато-повстистими листками. Прилистки великі, зубчасті, бруньки запушені. Росте на болотах, вологих луках, у вологих лісах, часто утворюючи суцільні зарості. Цвіте у березні — квітні, дає добрий взяток. Кора із неї вважається найкращим дубителем.